# Локални избори у Босни и Херцеговини 2004.
Локални избори у Босни и Херцеговини 2004. одржани су 2. октобра. Право гласа имало је укупно 2.322.687 бирача. Од тога њих 1.310.214 у Федерацији БиХ, 959.437 у Републици Српској и 53.036 у Брчко Дистрикту. Бирано је укупно 140 начелника локалних самоуправа, представници за сва општинска вијећа у Федерацији Босне и Херцеговине и општинске скупштине у Републици Српској. За изборе су била пријављена укупно 274 политичка субјекта, и то 70 политичких партија, 18 коалиција, 180 независних кандидата и 6 листа независних кандидата. Укупно је за изборе било овјерено 27.415 кандидата.
Били су то први избори у БиХ након Дејтонског споразума који су у потпуности организовале и финансирале домаће власти. У односу на претходне локалне изборе било је значајних промјена изборног система. Начелници су од ових избора бирани директно у свим општинама, осим Града Мостара и Брчко Дистрикта, гдје су задржани индиректни начини избора начелника. Бирачи у Дистрикту Брчко су по први пут директно бирали представнике локалне скупштине, које је до тада именовао међународни посматрач за Брчко.

## Резултати
На изборе је изашло укупно 1.087.893 или 46,8% бирача. Највећи број мандата за начелнике освојили су кандидати Српске демократске странке (35). Затим по броју освојених начелничких мандата слиједе кандидати Странке демократске акције (34), Хрватске демократске заједнице БиХ (20), Савеза независних социјалдемократа (17), Социјалдемократске партије БиХ (12), Социјалистичке партије РС (5), Странке за БиХ (4), Партије демократског прогреса (2). По један начелнички мандат освојили су кандидати Демократског народног савеза, Социјалдемократске уније БиХ, Демократске народне заједнице БиХ, Хрватске странке права БиХ, Народне демократске странке и Нове хрватске иницијативе. Преосталих 5 начелничких мандата освојили су кандидати разних коалиција и независни кандидати.
- Резултати избора за начелнике општина и градова
- Резултати избора за скупштине општина и градова